# Гальчук, Любомир Богданович
Любомир Богданович Гальчук (укр. Любомир Богданович Гальчук; род. 18 сентября 1981, Надворная, Ивано-Франковская область) — украинский футболист, защитник.

## Биография
Воспитанник своего родного города Надворная, Ивано-Франковская область. Первый тренер Богдан Гелевич. Выступал за «Полесье» (Житомир), «Волынь», «Газовик-Скала» (Стрый). В июле 2007 году перешёл в ФК «Львов», получил 3-й номер. В феврале 2011 года перешёл в «Гелиос», получил тот же 3-й номер. За харьковчан отыграл один сезон и перешёл в «Титан» из Армянска. 23 января 2014 года стало что Любомир по обоюдному согласию с клубом расторг контракт и покинул «Титан». С мая 2014 года играет на любительском уровне за ФК «Лапаевка» в чемпионате львовской области.
С июля 2015 года был игроком футбольного клуба «Верес» (Ровно), который покинул в феврале 2016 года, получив предложение переехать в Канаду в качестве играющего тренера. С 2016 года выступал в канадской команде «Юкрэйн Юнайтед» из города Торонто, вскоре как и ряд других игроков перебрался в другой полупрофессиональный клуб «Воркута» (Торонто).